# Футбол на Кипре
Футбол является самым популярным видом спорта на Кипре. Хотя национальная команда не имеет серьёзных достижений, КФФ приобрела хорошую репутацию в ФИФА и УЕФА (высокий уровень организации турниров, курсов, совещаний).

## История
Футбол был завезён на Кипр в начале XX века британцами. Стали образовываться клубы. Клубы играли только товарищеские матчи. Первая неофициальная лига была образована в 1932 году.

## Кипрская федерация футбола
Клубы пришли к выводу, что для дальнейшего развития футбола на Кипре нужна официальная организация, которая бы контролировала проведение и организацию соревнований. В сентябре 1934 года Кипрская федерация футбола (КФФ) была основана в Никосии. Матчи стали проводиться на официальном уровне. Федерация стала членом ФИФА в 1948 году и членом УЕФА в 1962 году.

## Всекипрская ассоциация футболистов
До середины 80-х игроки на Кипре не имели какой-либо организации или союза, которые способствовали бы защите их интересов. Игрокам обычно платили незначительную заработную плату, и они были вынуждены подрабатывать, чтобы прокормить себя и свои семьи. Была создана 12 декабря 1987 года Всекипрская ассоциация футболистов (греч. Παγκύπριος Σύνδεσμος Ποδοσφαιριστών). 25 февраля 1997 года ВАФ стала членом FIFPro. На данный момент в ассоциации зарегистрировано 19203 футболиста (из 52403 футболистов, играющих на Кипре) и 108 клубов.

## Система организации соревнований
Высший орган — КФФ. КФФ следит за проведением различных соревнований:
- - Чемпионат Кипра по футболу
  - Кубок Кипра по футболу

КФФ содержит национальную сборную Кипра по футболу, а также молодёжные и юношеские сборные.

## Национальная сборная
Сборная Кипра по футболу участвует в квалификационных турнирах УЕФА и ФИФА. Ни разу не добивалась путёвки в финальный турнир. В рейтинге ФИФА занимает 65 место (октябрь 2009). Наивысшее положение — 57 место по состоянию на октябрь 2007 года.